# Peñaranda de Bracamonte
Peñaranda de Bracamonte és un municipi de la província de Salamanca, a la comunitat autònoma de Castella i Lleó.
Es distingeix com el nucli de població més important del nord-est salamantí i es considera la capital o centre de serveis de la comarca de la Tierra de Peñaranda. Conforma el partit judicial de Peñaranda de Bracamonte i la Mancomunitat de Peñaranda.